# Любен Станчев (революционер)
 Тази статия е за революционера.  За общественика вижте Любен Станчев (общественик).  
Любен Димитров Станчев е български революционер, деец на Върховния македоно-одрински комитет и на Вътрешната македоно-одринска революционна организация.

## Биография
Любен Д. Станчев е роден в град Варна, Княжество България, на 20 февруари 1885 година в семейството на просветния деец Димитър Станчев (1847 - 1905) от Шумен. Завършва трети клас във Варна и започва работа като железарски работник. Увлича се от македонските освободителни борби и на 17 години постъпва като знаменосец в четата на войводата Никола Лефтеров на Върховния македоно-одрински комитет. По-кънно е знаменосец на съединените чети на Лефтеров и мичман Тодор Саев, които оперират в Разложко и Горноджумайско. През есента на 1902 година участва в Горноджумайското въстание, като се сражава на 26 октомври 1902 година в местността Семково при Белица, Разложко. Участвувал и в сражения в Горноджумайско, край селата Падеж и Лешко, и други. След Илинденско-Преображенското въстание и по-късно в 1906 година отново е в четата на Никола Лефтеров.
При избухването на Балканската война в 1912 година Станчев е доброволец в Македоно-одринското опълчение и служи в партизанския отряд на Никола Лефтеров, който действува в гърба на османската армия в Източна Македония. След това служи в 3-та и 4-та рота на 10-а прилепска дружина. Носител е на орден „За храброст“ IV степен.
През 1915 година е призован от генерал Александър Протогеров като специалист по взривове в голямата чета на ВМОРО, която по Великден същата година навлиза в Македония, води сражения със сръбски войски и успява да хвърли във въздуха големия железопътен мост на река Вардар при Удово. През септември 1915 година е мобилизиран и участва в Първата световна война като фелдфебел в 61-ви пехотен полк.
След войната Станчев отваря железарска работилница във Варна. Подпредседател е на Варненската търговско-индустриална и занаятчийска камара.
Любен Станчев умира на 30 декември 1940 година от апоплектичен удар. Вдовицата му е принудена да постъпи на работа в текстилната фабрика „Пилософ, Каракунев & Сие“. На 1 април 1943 година вдовицата му Ганка, жителка на Варна, подава молба за българска народна пенсия, която е одобрена и пенсията е отпусната от Министерския съвет на Царство България.